# Johann Tschernigg
Johann Tschernigg (27. května 1850 – 24. března 1906 Altendorf) byl rakouský politik německé národnosti, na přelomu 19. a 20. století poslanec Říšské rady.

## Biografie
Byl poslancem Říšské rady (celostátního parlamentu Předlitavska), kam usedl v doplňovacích volbách roku 1894 za kurii venkovských obcí v Korutanech, obvod St. Veit, Wolfsberg atd. Nastoupil 16. října 1894 místo Veita Prettnera. Mandát zde obhájil ve volbách roku 1897 a volbách roku 1901. Poslancem byl až do své smrti roku 1906. Ve volebním období 1891–1897 se uvádí jako Johann Tschernigg, majitel hospodářství, bytem Altendorf.
Po svém nástupu na Říšskou radu roku 1894 byl přijat do klubu Německé nacionální strany. Po volbách roku 1897 se uvádí jako kandidát Německé lidové strany. Za tuto stranu byl do parlamentu zvolen i v roce 1901.
Zemřel v březnu 1906 ve věku 56 let.